# Österreichische Ski-Meisterschaften 1948
Die Österreichischen Ski-Meisterschaften des Österreichischen Skiverbandes für 1948 fanden vom 17. bis 22. Februar in Bad Hofgastein und Badgastein im Bundesland Salzburg statt.
Es wurden sowohl die Meister in den alpinen als auch in den nordischen Disziplinen ermittelt.

## Veranstaltungsorte
Die alpinen Wettbewerbe wurden in Badgastein im Gebiet der Reichebenalm (sämtliche Kombinationsabfahrtsläufe), der Schmelzwiese beim Hotel Helenenburg (sämtliche Kombinationstorläufe und Torlauf der Krückenskiläufer) sowie im Gebiet des Hüttenkogels (FIS-Riesentorläufe) ausgetragen.
Die Langlaufrennen fanden in Bad Hofgastein statt und führten vom Kurhaus ausgehend über die damals noch freien Wiesen in Richtung Hundsdorf und zurück.
Die Skisprungwettbewerbe wurden auf der bekannten Bilgeri-Schanze in Bad Hofgastein ausgetragen.

## Bewerbe

### Alpine Wettbewerbe
| - Alpine Kombination aus Abfahrtslauf und Torlauf für Männer - Alpine Kombination aus Abfahrtslauf und Torlauf für Frauen | - Alpine Kombination aus Abfahrtslauf und Torlauf für Junioren |

Für die Ergebnisse in den alpinen Bewerben siehe die Seite Österreichische Alpine Skimeisterschaften 1948.

### Nordische Wettbewerbe
| - Langlauf Männer 16 km - Langlauf-Staffel 4 × 10 km - Nordische Kombination Männer - Spezialspringen | - Langlauf Junioren 8 km - Nordische Kombination Junioren |

### Rahmenbewerbe
Abseits der Meisterschaften fanden noch alpine Bewerbe im Riesentorlauf für Damen und Herren sowie erstmals in Österreich ein Spezialtorlauf für Krückenskiläufer für Versehrte des Zweiten Weltkriegs statt.
Die Ergebnisse hiefür finden sich ebenfalls auf der Seite Österreichische Alpine Skimeisterschaften 1948.

## Programm
| Datum                   | Uhrzeit (MST) | Herren                                                                                                | Damen                                                                                                 |
| ----------------------- | ------------- | --- | --- |
| Dienstag, 17. Februar   | 17:00         | Kampfrichter- und Mannschaftsführerbesprechung im Kurcasino Bad Gastein                               | Kampfrichter- und Mannschaftsführerbesprechung im Kurcasino Bad Gastein                               |
|                         | 21:00         | Begrüßungsabend in Bad Gastein im Hotel Gasteinerhof Begrüßungsabend in Bad Hofgastein im Hotel Moser | Begrüßungsabend in Bad Gastein im Hotel Gasteinerhof Begrüßungsabend in Bad Hofgastein im Hotel Moser |
| Mittwoch, 18. Februar   | 09:00         | Langlauf Junioren                                                                                     | |
| Mittwoch, 18. Februar   | 09:30         | Spezial. u. Kombinationslanglauf Herren                                                               | |
| Donnerstag, 19. Februar | 09:00         | Kombinationssprunglauf Junioren und Herren                                                            | |
| Donnerstag, 19. Februar | 13:30         | Langlauf-Staffellauf 4 × 10 km                                                                        | |
| Freitag, 20. Februar    | 09:00         | | Alpiner Kombinationsabfahrtslauf Damen                                                                |
| Freitag, 20. Februar    | anschl.       | Alpiner Kombinationsabfahrtslauf Junioren                                                             | |
| Freitag, 20. Februar    | anschl.       | Alpiner Kombinationsabfahrtslauf Herren                                                               | |
| Freitag, 20. Februar    | 14:00         | | Alpiner Kombinationstorlauf Damen                                                                     |
| Freitag, 20. Februar    | anschl.       | Alpiner Kombinationstorlauf Junioren                                                                  | |
| Freitag, 20. Februar    | anschl.       | Alpiner Kombinationstorlauf Herren                                                                    | |
| Samstag, 21. Februar    | 09:00         | | FIS-Riesentorlauf Damen                                                                               |
| Samstag, 21. Februar    | anschl.       | FIS-Riesentorlauf Herren                                                                              | |
| Samstag, 21. Februar    | 14:00         | Torlauf der Krückenskiläufer                                                                          | |
| Sonntag, 22. Februar    | 09:30         | Spezialsprunglauf Meisterschaft und FIS                                                               | |
| Sonntag, 22. Februar    | 17:00         | Siegerverkündigung im Kursaal in Bad Gastein                                                          | Siegerverkündigung im Kursaal in Bad Gastein                                                          |

## Ergebnisse der nordischen Bewerbe

### Langlauf
| Platz | Sportler               | Verein/Verband   | Zeit    |
| ----- | ---------------------- | ---------------- | ------- |
| 1     | Josef Gstrein          | Tirol            | 47,52   |
| 2     | Karl Rafreider         | Tirol            | 59,44   |
| 3     | Oskar Schulz           | Tirol            | 59,49   |
| 4     | Matthäus Noichl        | Tirol            | 1:01,30 |
| 5     | Engelbert Hundertpfund | Tirol            | 1:01,36 |
| 6     | Engelbert Haider       | Skiclub Salzburg | 1:02,22 |
| 7     | Paul Haslwanter        | Tirol            | 1:03,39 |
| 8     | Fred Rößner            | ASKÖ Salzburg    | 1:03,50 |
| 9     | Pesentheiner           | ASKÖ Salzburg    | 1:03,55 |

Datum: 18. Februar 1948
  Streckenlänge: 16 km
 Beim Speziallanglauf, dessen Start und Ziel beim Kurhaus in Bad Hofgastein war, zeigte sich die Überlegenheit der Läufer aus Tirol, die die ersten fünf Ränge einnahmen. Haider startete zwar für Salzburg war aber gebürtiger Tiroler. Der beste Läufer aus einem anderen Bundesland war somit der diesjährige ASKÖ-Meister Fred Rösner. Der Vorjahressieger Josl Gstrein konnte seinen Titel erfolgreich verteidigen.

 Der Langlauf wurde auch für die Nordische Kombination gewertet, dessen Sprungbewerb für den nächsten Tag angesetzt war. Durch seinen Langlaufsieg wurde Gstrein auch die Favoritenrolle im Kampf um den Kombinationstitel zugesprochen.

### 4 × 10 km Staffellauf
| Platz | Staffel    | Sportler | Zeit    |
| ----- | ---------- | --- | ------- |
| 1     | Tirol      | Matthäus Noichl – Engelbert Hundertpfund – Karl Rafreider – Josef Gstrein bzw. Karl Rafreider – Paul Haslwanter – Alois Unterrainer – Josef Gstrein | 2:11,46 |
| 2     | Salzburg 1 | Teilnehmer unbekannt | 2:20,00 |
| 3     | Salzburg 2 | Teilnehmer unbekannt | 2:20,12 |
| 4     | Kärnten    | Teilnehmer unbekannt | 2:21,50 |
| 5     | Steiermark | Teilnehmer unbekannt | 2:31,58 |

Datum:12. Februar 1948
  Streckenlänge: 4 × 10 km
 Zur Besetzung der Tiroler Siegerstaffel unterscheiden sich die Angaben des ÖSV (Siegertafel) und der zeitgenössischen Quelle bezüglich der Läufer Noichl und Hundertpfund (Arbeiter-Zeitung) bzw. Haslwanter und Unterreiner (ÖSV). Im Wikipedia-Artikel zu Hubert Hammerschmidt findet sich auch noch die Bemerkung zur Teilnahme dieses Läufers in der Siegerstaffel, wobei diese Aussage weder durch die zeitgenössische Quelle noch durch den ÖSV untermauert wird.

### Spezial-Sprunglauf
| Platz | Sportler         | Verein             | Weite(n) | Note |
| ----- | ---------------- | ------------------ | -------- | ---- |
| 1     | Josef Bradl      | ASKÖ Bischofshofen | ?        | ?    |
| 2     | Gregor Höll      | ASKÖ Bischofshofen | ?        | ?    |
| 3     | Walter Reinhardt | ASKÖ Bischofshofen | ?        | ?    |

Datum: 23. Februar 1948
   Aufgrund eines Föhnwettereinbruchs wurde das Spezialspringen am 22. Februar abgebrochen und nicht gewertet. Beim Abbruch lagen Walter Reinhart und Gregor Höll mit Sprüngen über 51,0 m in Führung, der Meisterschaftsfavorit Sepp Bradl war noch nicht gesprungen. Die Konkurrenz sollte am 23. Februar neu gestartet werden, konnte wegen der durch den Regen vereisten Anlaufspur jedoch nicht durchgeführt werden und musste erneut verschoben werden. Im Dritten Anlauf krönte sich Bradl erwartungsgemäß zum Österreichischen Sprunglaufmeister für 1948.

### Nordische Kombination
| Platz | Sportler             | Verein              | Punkte LL | Weiten SL     | Punkte SL | Punkte NK |
| ----- | -------------------- | ------------------- | --------- | ------------- | --------- | --------- |
| 1     | Josef Gstrein        | Tirol               | 249,0     | 42,6 / 46,2 m | 201,0     | 441,0     |
| 2     | Hans Eder            | Skiklub Mühlbach    | 229,1     | 49,0 / 50,5 m | 192,0     | 422,1     |
| 3     | Paul Haslwanter      | Tirol               | 211,1     | 42,5 / 44,2 m | 205,0     | 416,3     |
| 4     | Hubert Hammerschmidt | SV Thiersee         | 301,7     | 45,0 / 40,2   | 212,5     | 414,6     |
| 5     | Otto Doujak          | ASKÖ Kärnten/Velden | 193,3     | 48,5 / ?      | 212,9     | 406,2     |

Datum: 18. und 19. Februar 1948
  Sprunganlage: Bilgeri-Schanze
 Den Kombinationssprunglauf gewann überraschend der letztjährige Juniorenmeister in dieser Disziplin, Hans Eder aus dem benachbarten Bad Gastein. Er zeigte mit 50,5 m auch den weitesten Bewerbssprung des Tages. Außer Konkurrenz gelang dem Altmeister Gregor Höll (ASKÖ Bischofshofen) ein Sprung über 54,0 Meter. Dem Langlaufsieger Josef Gstrein genügte ein achter Platz im Kombinationsspringen zum Titelgewinn in der Nordischen Kombination.

## Ergebnisse der Juniorenbewerbe
Zu den Juniorenmeisterschaften waren nur Sportler zugelassen die zwischen dem 1. September 1927 und dem 31. August 1929 geboren waren, die österreichische Staatsbürgerschaft besaßen und Mitglieder des Österreichischen Skiverbandes waren. Zusätzlich legte der Ö.S.V. für jedes Bundesland ein Höchstkontingent an teilnehmenden Sportlern fest, das nicht überschritten werden durfte.

### Langlauf Junioren
| Platz | Sportler    | Verein          | Zeit  |
| ----- | ----------- | --------------- | ----- |
| 1     | Ochsenhofer | ASKÖ Steiermark | 31,39 |
| 2     | Nagl        | Salzburg        | 32,39 |
| 3     | Irrenberger | Tirol           | 32,40 |

Datum: 18. Februar 1948
  Streckenlänge: 8 km; Start und Ziel beim Kurhaus in Bad Hofgastein.

### Nordische Kombination Junioren
| Platz | Sportler        | Verein                           | Punkte |
| ----- | --------------- | -------------------------------- | ------ |
| 1     | Rudolf Pfeiffer | LSV f. Wien und Niederösterreich | 429,4  |
| 2     | Moser           | Kärnten                          | 423,7  |
| 3     | Nagl            | Salzburg                         | 417,3  |

Datum: 18. Februar und 19. Februar 1948
  Streckenlänge: 8 km; Start und Ziel beim Kurhaus in Bad Hofgastein.
 Sprunganlage: Bilgeri-Schanze (Juniorenschanze)